# Helene Roggenbuck

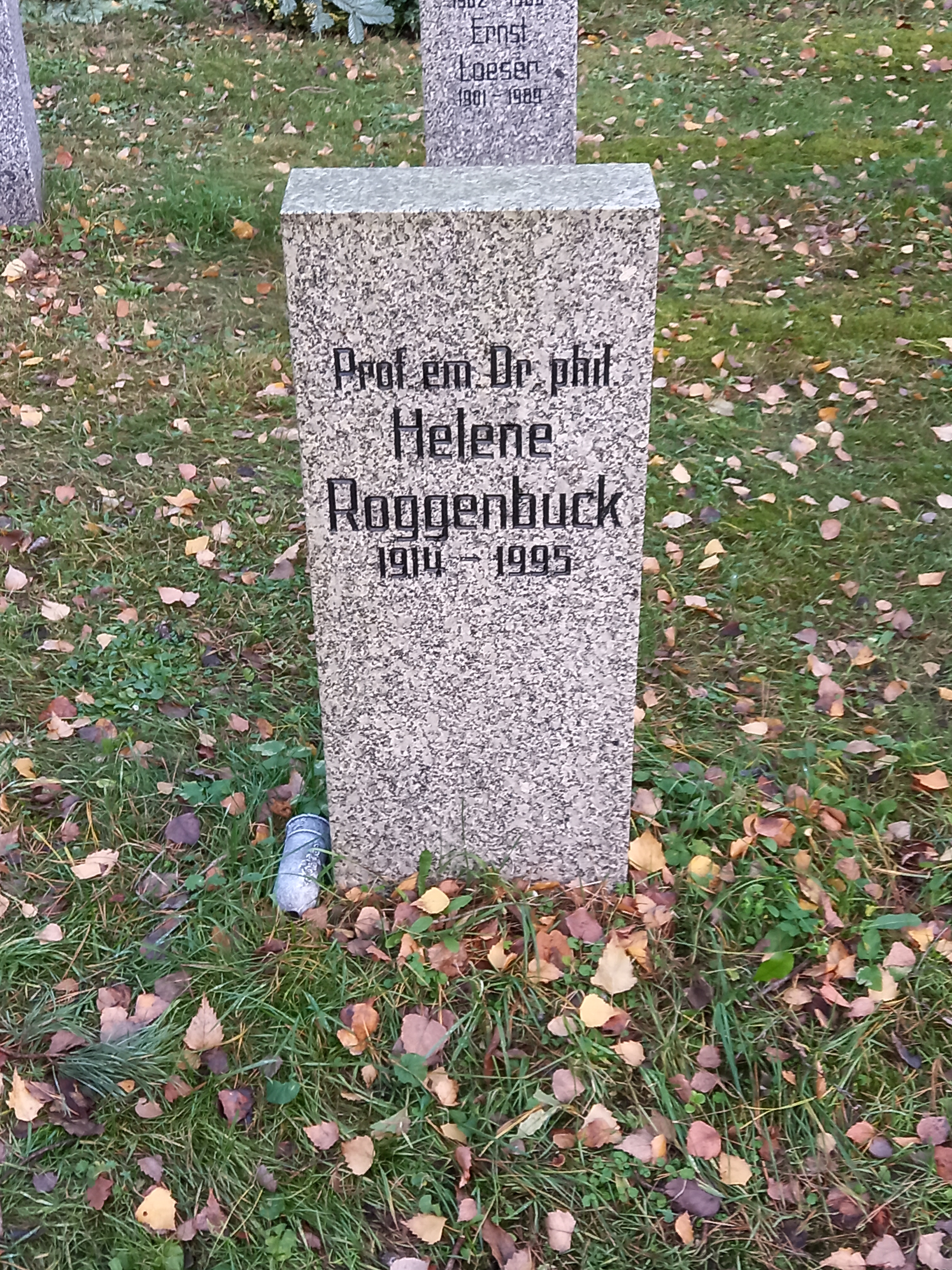
Das Grab von Helene Roggenbuck auf dem Friedhof Pankow III in Berlin

Helene Roggenbuck (* 23. Juni 1914; † 12. August 1995) war eine deutsche Widerstandskämpferin und Historikerin.

## Leben
Nachdem sie bereits vor 1933 in der kommunistischen Jugendbewegung aktiv war (z. B. dem KJVD), beteiligte sie sich persönlich am kommunistischen Widerstand in der Gruppe um Willy Hielscher gegen den Nationalsozialismus.
Nach dem Zweiten Weltkrieg trat sie der KPD und später der SED bei. Von 1956 bis 1963 war sie als Dozentin am Institut für Gesellschaftswissenschaften beim ZK der SED tätig. Anschließend war sie bis zu ihrer Emeritierung von 1963 bis 1974 Professorin für Geschichte der Arbeiterbewegung an der Humboldt-Universität zu Berlin.

## Schriften
- Der Widerstandskampf der illegalen KPD während des zweiten Weltkrieges in den wichtigsten Zügen und an den Schwerpunkten der inneren Front, Dissertation 1961
- Antifaschistischer Widerstand – Befreiung – Neubeginn. Die deutsch-sowjetische Widerstandsgruppe in Berlin-Wilhelmsruh 1942 bis 1944. Der antifaschistisch-demokratische Neubeginn in Berlin-Wilhelmsruh 1945 bis 1948/49. Zwei Forschungsberichte., Herausgeber: Kulturbund der DDR 1986